# 노랑소나무다람쥐
노랑소나무다람쥐(Neotamias amoenus)는 다람쥐과에 속하는 설치류의 일종이다. 캐나다 일부와 미국의 북아메리카 서부에서 발견된다. 캘리포니아 주에서 덤불로 덮여 있는 지역에서 주로 발견되며, 해발 약 975~2900m 고도에서 서식한다.

## 아종
14종의 아종이 알려져 있다.
| - N. a. amoenus - N. a. affinis - N. a. albiventris - N. a. canicaudus - N. a. caurinus | - N. a. celeris - N. a. cratericus - N. a. felix - N. a. ludibundus - N. a. luteiventris | - N. a. monoensis - N. a. ochraceus - N. a. septentrionalis - N. a. vallicola |